# Emiel Van Hoorebeke
Emiel Marie Joseph Théophile Van Hoorebeke (Assenede, 1 mei 1907 - Sint-Gillis-Waas, 16 oktober 1972) was een Belgische politicus en burgemeester van Assenede.
Brouwer Emiel Van Hoorebeke werd burgemeester van Assenede in 1944. Hij werd de volgende jaren meermaals herverkozen en bleef burgemeester tot 1970. Hij werd opgevolgd door Paul Christiaen. 